# Аттарсія
Аттарсія (кінець XV — початок XIV ст до н. е.) — перший відомий володар держави Аххіява. Висловлюється припущення про його тотожність з героїм давньогрецьких міфів Атреєм, царем Мікен.

## Життєпис

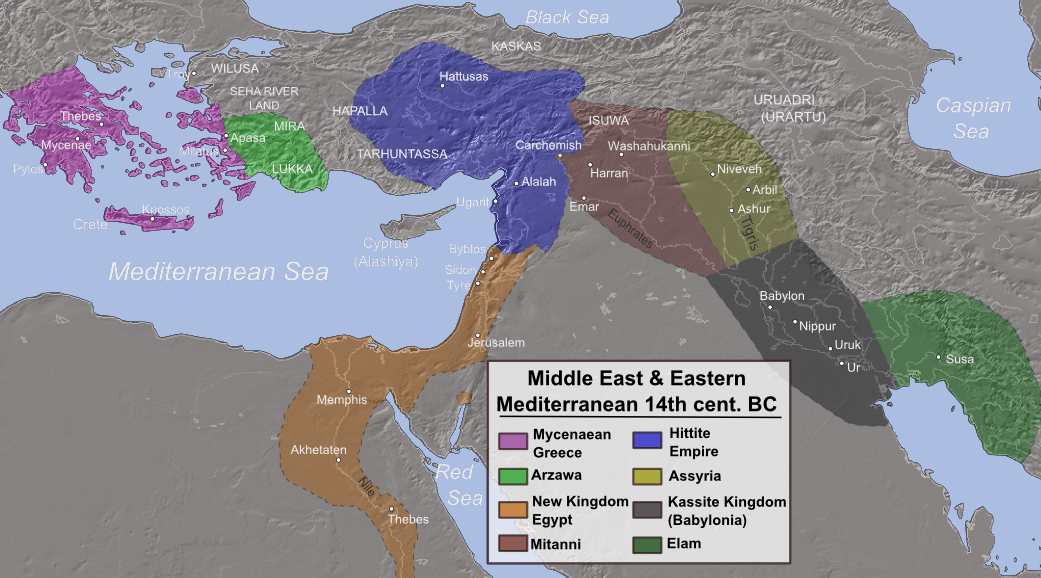
Малая Азія часів Аттарсії

Основні відомості про нього містяться в хетських джерелах, зокрема у «Гріхи Маддуватти». Раазом з тим жожної згадки про Аттарсію не зафіксовано в мікенських чи критських джерелах. Водночас археологічні знахідки навколо Мілету свідчать про переселення великих груп ахейців з Пелопоннесу. Мілет в(в хетських джерелах — мілаванда) став столицею держави Аххіява, яку можливо заснував Аттарсія.
Близько 1400 року до н. е. Атаррсія вдерся до області Лукка (на південному заході Малої Азії), де сплюндрував рівнинні землі. За цим атакував Маддуватту, царя Арцави і васала Хетської держави, якому завдав рішучої поразки, змусивши тікати з країни. Новим царем Арцави Аттарсія поставив Купанта-Курунту. Втім невдовзі за цим хетський цар Арнуванда I відновив Маддуватту на троні. Проте в наступній кампанії Аттарсія знову сплюндрував Арцаву, поваливши останнього. Тоді цар Тудхалія II відправив нове військо під орудою Кіснаплі. Аттарсія протиставив значні сили, насамперед 100 колісниць. Перебіг кампанії достеменно невідомий, але ймовірніше жодна зі сторін не досягла перемоги. Втім Аттарсія, ймовірно зрозумів марність спроб підкорити усю Арцаву, відступив до власних володінь. В цей час він визнається хетським царем рівним себе за статусом. До нього звертаються як «великий цар» або «брат».
Згодом ймовірно Лукка і Арцава стали орієнтуватися на Аххіяву або визнали зверхність Аттарсії. Про це свідчить похід того проти царства Аласія, залежного від хетської держави. При цьому Маддуватта допоміг військами, а Лукка — флотом. В результаті походу було підкорено Аласію, яка визнала зверхність Аххіяви. Ймовірно в цей час тут з'являються перші ахейські поселення, які були військовоторгівельними факторіями, що підтверджено археологічними розвідками.
Можливо йому спадкував якійсь Атрія.